# 光明戰記
《光明戰記》（홀릭2，Holic2）是由一款韓國遊戲公司Mgame所開發的旗下遊戲之一，遊戲於2009年分別在亞洲各地上市。遊戲已經衍生出日本版、美國版、西班牙版、泰國版、大陸版、香港版和台灣版。美國版名為「Cloud Nine」，由netgame所代理，在2016年8月1日宣佈結束營運。而日本版則稱為「LUNATIA -Memory Fantasy Online-」（ルナティア -プラチナファンタジーオンライン-），由Mgame所代理，在2012年11月16日宣佈結束營運。香港版由戲谷代理，台灣版由戰谷代理，在2011年1月31日，香港版及台灣版代理，宣佈光明戰記將於3月31日結束營運。於2013年1月17日，日本版光明戰記重新營運，名為「Lunatia Plus]，由Game Heart所代理，在2014年3月31日宣佈結束營運。台灣版光明戰記於2014年11月中再次重新營運，改名為「Lunatia」及「真光明戰記」，由真子科技所代理，在2016年2月15日結束營運。大陸版光明戰記由陽光遊戲代理於2016年5月28日開服至今。美國版光明戰記於2016年9月31日再次營運，由Red Fox代理至2017年9月6日結束營運。日本版光明戰記再一次重新營運，名為「Lunatia」（Lunatia Platina Fantasy Online）,在2016年10月12日開服,至2021年4月30日結束營運。

## 遊戲玩法
以滑鼠操控角色攻擊怪物及行走，玩家可以透過技能表升級及學習技能，同時玩家可以利用鍵盤上的W、A、S、D來控制角色走路。

## 遊戲特色
本遊戲主要以六大職業為主，包括獵人、格鬥家、戰士、黑魔導士、白魔導士和盜賊
- 遊戲主要以大範圍攻擊為主，而且各職業也有相應的範圍技能
- 遊戲中分成兩大陣營，在特定的日子會舉行國戰給予玩家參與
- 在遊戲中，不同陣營的玩家不能夠作出溝通，同時在中立地圖(PvP)中，可以任意將敵陣營的玩家作出挑戰
- 組隊戰在遊戲中是以組隊形式作戰，同樣是招募兩個陣營的玩家參與，但當人數不平均時，該場組隊戰便會被取消
- 玩家不能夠跨等級攻擊怪物，因為玩家攻擊比自己等級高一級怪物會受到多一倍的攻擊
- 玩家可以透過咒文書強化和將寶石合成到裝備上，一旦強化失敗，裝備便會消失
- 遊戲支援第一身及第三身模式，可以利用鍵盤上的V鍵來切換

## 代理風波
在2010年時，台灣版及香港版的代理公司戲谷和戰谷因代理問題而停止營運光明戰記數天，令到當時不小玩家引起猜測，最後事件平息遊戲重新營運，官方亦只以營運危機為由暫時停止營運，沒有向玩家詳細作出交代。
在2011年1月31日，香港版及台灣版代理，宣佈光明戰記將於3月31日結束營運，同時亦無交代詳細中止營運的原因。

## 遊戲討論區
在2009年，香港版光明戰記宣佈代理其遊戲時，開放了專屬的討論區給予玩家討論的空間，
《遊戲討論區》是給予玩家用作討論遊戲內的事情，交流心得；
《遊戲攻略區》是給予玩家提供心得的地方；
《遊戲問題回報區》是給予玩家回報Bug，查詢問題的討論區

## 外部連結
- 韓國版光明戰記官方網頁（页面存档备份，存于）
- 香港版光明戰記官方網頁
- 台灣版光明戰記官方網頁
- 日本版光明戰記官方網頁
- 香港版光明戰記官方討論版
- 美國版光明戰記官方網頁（页面存档备份，存于）
- 日本版光明戰記官方網頁-於2013年1月17日開服
- 台灣版光明戰記官方網頁-於2014年11月中開服[永久]
- 大陸版光明戰記官方網頁
- 日本版光明戰記官方網頁-於2016年10月12日開服（页面存档备份，存于）
- 新美國版光明戰記官方網頁-於2016年10月1開服